# Adair Lopes Bicca
Adair Lopes Bicca, conhecido como Adair ou Bica (São Gabriel, 5 de julho de 1946 - Sertão, ca 2017), foi um futebolista e técnico de futebol brasileiro. Jogou no Grêmio Foot-Ball Porto Alegrense, onde foi campeão, e no Newell´s Old Boys.

## Carreira

### Jogador
Atuando como lateral, começou a jogar bola no "Lamas Futebol Clube" aos 13 anos e aos 17 anos já jogava no time de base do Grêmio Foot-Ball Porto Alegrense, onde foi campeão juvenil de 1963. Promovido para o profissional no final do ano 1965, foi campeão gaúcho pelo tricolor em 1966.
Nos anos de 1967 e 1968, jogou no Newell´s Old Boys, nos campeonatos Apertura e Clausura, principais competições da Argentina.
Retornando ao Brasil, jogou no Clube Esportivo Bento Gonçalves, Guarany Futebol Clube e no Esporte Clube Encantado, onde aposentou-se como jogador em 1975.

### Técnico
Em 1976 foi contratado como técnico da Associação Esportiva e Recreativa Santo Ângelo e após a temporada de 1978, abandonou o futebol profissional para ser funcionário público em Passo Fundo. Também exerceu a atividade de técnico das categorias de base de clubes amadores de Passo Fundo, tendo conquistado títulos estaduais e sul-americanos pela categoria.

## Falecimento
No inicio de 2017 a família relatou o desaparecimento de Adair. Após 9 meses de investigação, em outubro de 2017 a polícia confirmou que um corpo encontrado em setembro, na cidade de Sertão e em adiantado estado de decomposição era de Adair Lopes. A autópsia confirmou que o ex-jogador foi assassinado.